# Banisia minuta
Banisia minuta är en fjärilsart som beskrevs av Paul E. Whalley 1962. Banisia minuta ingår i släktet Banisia och familjen Thyrididae. Inga underarter finns listade i Catalogue of Life.